# الاتحاد العام للحقوقيين الفلسطينيين
الاتحاد العام للحقوقيين الفلسطينيين؛ وهو تنظيم شعبي نقابي يمثل الحقوقيين الفلسطينيين، تأسس في العاصمة القاهرة عام 1971، ويتبع لمنظمة التحرير الفلسطينية.

## التأسيس
تأسس الاتحاد العام للحقوقيين الفلسطينيين في نوفمبر عام 1971 في العاصمة القاهرة، واتخذ من القاهرة كمقر مؤقت له، ثم دمشق بعد عام 1977. وعقب تأسيس السلطة الوطنية الفلسطينية عام 1994، اتخذت الأمانة العامة للاتحاد قراراً بافتتاح فرع للاتحاد في كل من الضفة الغربية وقطاع غزة،
كما يوجد للاتحاد فرعًا في تونس. 

## الانتساب للاتحاد
يحق لكل فلسطيني من داخل الوطن أو خارجه، من خريجي تخصص الحقوق، أن ينضم للاتحاد، سواء كان مزاول أو غير مزاول لمهنة المحاماة، شريطة أن يكون مؤمنًا ببرنامج منظمة التحرير الفلسطينية.

## أهداف الاتحاد
- تعزيز مبدأ سيادة القانون والسلام القائم على العدل.
- العمل على رفع مستوى الحقوقيين مهنيًا واجتماعيًا، مع حماية حقوقهم في أماكن عملهم وتواجدهم.
- العمل على فضح أساليب وأسس إسرائيل، باعتبارها مخالفة لميثاق الأمم المتحدة والإعلان العالمي لحقوق الإنسان.
- العمل على استعادة الشعب الفلسطيني لجميع حقوقه.
- العمل على خدمة الثورة الفلسطينية والأهداف القومية للأمة العربية، ودعم وتأييد حركات التحرر في أنحاء العالم.
- التعاون مع المنظمات والاتحادات الفلسطينية.[6]

## مؤتمرات الاتحاد
عقد الاتحاد مؤتمره الأول في العاصمة المصرية القاهرة في نوفمبر 1971، وعقد المؤتمر الثاني في الجزائر في مايو 1974، كما عقد المؤتمر الثالث في تونس في يوليو 1977، والمؤتمر الرابع في العاصمة بغداد عام 1981، في حين عقد المؤتمر الخامس في تونس في يناير 1989.